# Daybreak (sèrie de televisió)
Daybreak és una comèdia dramàtica post-apocalíptica per a web TV creada per Brad Peyton i Aron Eli Coleite que està basada en el còmic de Brian Ralph. Es va estrenar el 24 d'octubre de 2019 a Netflix i és protagonitzada per Colin Ford, Alyvia Alyn Lind, Sophie Simnett, Austin Crute, Cody Kearsley, Jeanté Godlock, Gregory Kasyan, Krysta Rodriguez i Matthew Broderick.

## Sinopsi
La sèrie tracta d'un xicot d'institut de 17 anys anomenat Josh Wheeler, el qual busca la seva nòvia desapareguda a un Glendale (Califòrnia) postapocalíptic. Amb el temps s'afegeixen a la recerca. un grup de joves inadaptats. Josh tracta de sobreviure davant les bandes de criminals que regnen en aquest nou món.

## Repartiment

### Principals
- Colin Ford com a Josh Wheeler: supervivent solitari que busca la seva nòvia.
- Alyvia Alyn Lind com a Angelica Green: geni de 10 anys piròman.
- Sophie Simnett com a Samaira "Sam" Dean: noia molt popular abans de l'Apocalipsi, i nòvia de Josh.
- Austin Crute com a Wesley Fists: un auto-anomenat rōnin buscant redempció per les seves errades passades.
- Cody Kearsley com a Turbo "Bro Jock" Pokaski: un ex-quarterback que ara és líder dels Jocks.
- Jeanté Godlock com a Mona Lisa: segon al comandament als Jocks.
- Gregory Kasyan com a Eli Cardashyan: supervivent que ocupa el Glendale Mall.
- Krysta Rodriguez com a Ms. Crumble: professora de biologia del Glendale High.
- Matthew Broderick com a Michael Burr/ Baron Triumph: director del Glendale High.

## Episodis
| Núm. | Títol                                                | Direcció             | Guió                                                             | Data d'estrena original |
| ---- | ---------------------------------------------------- | -------------------- | ---------------------------------------------------------------- | ----------------------- |
| 1    | «Josh vs. the Apocalypse: Part 1»                    | Brad Peyton          | Aron Eli Coleite & Brad Peyton                                   | 24 d'octubre de 2019    |
| 2    | «Schmuck Bait!»                                      | Brad Peyton          | Aron Eli Coleite & Brad Peyton                                   | 24 d'octubre de 2019    |
| 3    | «The Slime Queenpin of Glendale, CA»                 | Michael Patrick Jann | Calaya Michelle Stallworth                                       | 24 d'octubre de 2019    |
| 4    | «MMMMMMM-HMMMMMM»                                    | Michael Patrick Jann | Andy Black                                                       | 24 d'octubre de 2019    |
| 5    | «Homecoming Redux or My So Called Stunt Double Life» | Sherwin Shilati      | Ira Madison III                                                  | 24 d'octubre de 2019    |
| 6    | «5318008»                                            | Sherwin Shilati      | Emily Fox                                                        | 24 d'octubre de 2019    |
| 7    | «Canta Tu Vida»                                      | Mark Tonderai-Hodges | Jenn Kao                                                         | 24 d'octubre de 2019    |
| 8    | «Post Mates»                                         | Kate Herron          | Aron Eli Coleite                                                 | 24 d'octubre de 2019    |
| 9    | «Josh vs. the Apocalypse: Part 2»                    | Michael Patrick Jann | Història de : Emily Fox & Jenn Kao Teleplay de: Aron Eli Coleite | 24 d'octubre de 2019    |
| 10   | «FWASH-BOOOOOOOOOOOOOOOOOOOOOOOOOM!»                 | Michael Patrick Jann | Aron Eli Coleite                                                 | 24 d'octubre de 2019    |